# Kantow
Kantow ist ein Ortsteil der Gemeinde Wusterhausen/Dosse im Landkreis Ostprignitz-Ruppin in Brandenburg. 
Der Ort liegt nordöstlich des Kernortes Wusterhausen/Dosse an der Kreisstraße 6806. Östlich verläuft die A 24 und südlich die B 167. Nordwestlich erstreckt sich das rund 217 ha große Naturschutzgebiet Feuchtgebiet Schönberg-Blankenberg. Südöstlich fließt die Temnitz.

## Geschichte

### Eingemeindungen
Am 31. Dezember 1997 wurde Kantow in die Gemeinde Wusterhausen/Dosse eingemeindet.

## Sehenswürdigkeiten
- In der Liste der Baudenkmale in Wusterhausen/Dosse ist für Kantow die Dorfkirche Kantow, eine barocke Saalkirche, als einziges Baudenkmal aufgeführt.

## Persönlichkeiten
- Erich Kärger (* 1929), Politiker und Funktionär der DDR-Blockpartei DBD, LPG-Vorsitzender in Kantow